# Parc Històric Nacional Abraham Lincoln
El parc històric nacional Abraham Lincoln (en anglès, Abraham Lincoln Birthplace National Historical Park) és un lloc històric nacional dels Estats Units que protegeix el lloc on Abraham Lincoln va néixer i viure la seva infància, una àrea de 47 hectàrees que comprèn els terrenys de dues granges situades prop de Hodgenville, en l'estat de Kentucky.

## Història
Abraham Lincoln va néixer en una cabana de troncs dins d'aquesta zona el 12 de febrer de 1809. No s'ha pogut determinar amb exactitud la ubicació de la cabana, però l'evidència sembla indicar que estava situada en el cim del pujol on avui es troba el monument commemoratiu. Dins d'aquesta edificació es troba la vella cabanya que s'admet va ser el lloc de naixement de Lincoln. Se li va atorgar el seu estatus el 1916.